# Červeník
Červeník (do roku 1948 Verešvár, maďarsky Vágvörösvár, do roku 1907 Vörösvár) je obec na Slovensku, v okrese Hlohovec v Trnavském kraji. Žije v něm přibližně 1 700 obyvatel. V obci se konají každý první víkend v srpnu třídenní slavnosti zpěvu a tance. V pátek koncerty populárních kapel populární muziky a v sobotu a neděli folklorní festival spojený s dožínkami. V katastrálním území obce leží chráněné areály Dedova jama a Malé Vážky.